# Call Me (álbum)

Capa do álbum

Call Me é um álbum de estúdio de Al Green, lançado em 1973. Este álbum está na lista dos 200 álbuns definitivos no Rock and Roll Hall of Fame.